# Fritz Kaßmann
Fritz Kaßmann (* 26. Juni 1908 in Lippstadt; † 22. Juli 1991 in Tegernsee) war ein deutscher Jurist und Politiker (SPD).

## Leben und Beruf
Nach dem Abitur 1927 an einer Oberrealschule nahm Kaßmann ein Studium der Rechts- und Staatswissenschaften auf, das er 1931 mit dem ersten und 1935 mit dem zweiten juristischen Staatsexamen beendete. Er promovierte 1932 zum Dr. jur. und war von 1935 bis 1946 als Rechtsanwalt beim Landgericht Dortmund sowie beim Oberlandesgericht Hamm tätig. Daneben leitete er von 1938 bis 1945 die Industrie-Baugesellschaft in Hamm.
Kaßmann wurde 1946 Präsident des Landesarbeitsgerichts Hamm und 1949 als Ministerialrat zum Hauptabteilungsleiter ins Arbeitsministerium des Landes Nordrhein-Westfalen berufen, blieb aber weiterhin bis 1952 Präsident des Landesarbeitsgerichts Hamm. Zudem war er seit 1955 Landesrat beim Landschaftsverband Rheinland. 1959 wurde er Vorstandsmitglied der VEW (Vereinigte Elektrizitätswerke Westfalen AG Dortmund). Nach seinem Ausscheiden aus der aktiven Politik war er als Rechtsanwalt bei der Sozietät Brinkmann & Munde in Soest tätig.
Fritz Kaßmann war von 1937 bis 1969 mit Rita Freiin von Werthern (1914–2010) verheiratet und hatte drei Söhne. Sein Sohn Dietrich war von 1985 bis 1997 Landrat des Kreises Bergstraße.

## Partei
Kassmann war nach eigenen Angaben vor 1933 Mitglied des Zentrums und der Jugendorganisation Windthorstbund. Am 23. Dezember 1937 beantragte er die Aufnahme in die NSDAP und wurde rückwirkend zum 1. Mai desselben Jahres aufgenommen (Mitgliedsnummer 5.490.855). Nach dem Zweiten Weltkrieg schloss Kaßmann sich der SPD an.

## Abgeordneter
Kaßmann war seit 1945 Ratsmitglied der Stadt Hamm. Er gehörte von 1954 bis 1966 sowie von 1970 bis 1975 dem nordrhein-westfälischen Landtag an und war dort 1961/62 sowie von 1970 bis 1975 Vorsitzender der SPD-Fraktion.

## Öffentliche Ämter
Kaßmann war von 1952 bis 1955 Amts- und Stadtdirektor in Marl. Nach einem Konstruktiven Misstrauensvotum gegen Ministerpräsident Karl Arnold und der Bildung einer sozial-liberalen Koalition übernahm er von Februar 1956 bis Juli 1958 die Leitung des Ministeriums für Wiederaufbau in der von Ministerpräsident Fritz Steinhoff geführten Landesregierung von Nordrhein-Westfalen.
Später war Kaßmann erneut Regierungsmitglied. Er wurde im Dezember 1966 als Minister für Bundesangelegenheiten in die von Ministerpräsident Heinz Kühn geführte SPD/FDP-Regierung berufen und wechselte am 18. September 1967 an die Spitze des Ministeriums für Wirtschaft, Mittelstand und Verkehr. Minister für Bundesangelegenheiten blieb er geschäftsführend aber noch bis zum 1. November 1968. Nach der Bildung des 2. Kabinetts Kühn aus SPD und FDP schied er am 28. Juli 1970 aus der Regierung aus und wurde als Wirtschaftsminister von Horst Ludwig Riemer abgelöst.